# Codex Climaci Rescriptus
Codex Climaci Rescriptus — рукопись, содержащая девять произведений, семь из которых на сирийском языке и два на греческом. Греческие произведения включают Ветхий и Новый Заветы. Большинство листов хранится в Музее Библии в Вашингтоне, текст Нового Завета из неё используется в современных изданиях греческого Нового Завета. Представляет собой палимпсест, верхний текст написан на сирийском языке и содержит трактаты Иоанна Лествичника. Писец при создании использовал страницы из восьми других рукописей.

## Описание
Сохранилось 138 пергаментных карточек (по другим подсчётам, 146). 33 страницы содержат греческий текст четырёх Евангелий с многочисленными пробелами. 101 страница содержит текст Ветхого Завета на палестинском диалекте сирийского языка. Кроме того, ещё четыре карточки содержат различные сирийские тексты, а именно: 1 карточка содержит текст Евангелия, 1 карточка — Деяния, 1 карточка — Сирийский лекционарий и один фрагмент сирийской проповеди. 2 пергаментные карточки Transitus Mariae
Карточки кодекса имеют размер 23 на 18,5 см, расположены в листах по восемь карточек (in octavo). Количество листов исследователями не установлено. Количество утерянных карт также неизвестно. Некоторые карточки желтые, карточки с текстом Псалмов зеленые, некоторые карточки обесцвечены химикатами. Карты имеют утраты и повреждения, вызванные хранением в неподходящих условиях .
Греческий текст состоит из двух столбцов на странице, по 15 строк в столбце. Формы букв неправильные и слегка меняются от одной части к другой. Буквы эта, тета, омикрон и сигма круглые; палеографы отметили большое сходство с Кодексом 0106. Другой манускрипт аналогичной формы — Кодекс 095, хотя буквы в 095 толще. Форма букв также похожа на первые страницы Евангелия от Иоанна в Вашингтонском кодексе. Все три обычно датируются VII веком. Писец редко использовал аббревиатуры и обычно ограничивался nomina sacra. Во всей рукописи нигде нет ударений, а боковые используются редко . Он содержит уникальные грамматические варианты.
Рукопись представляет собой палимпсест, верхний текст содержит два трактата Иоанна Лествичника, «Лестница в рай» и « Наставления пастырю», на сирийском языке, IX века (это греческие переводы).
Текст Нового Завета представляет собой смешанную текстовую традицию с большим количеством византийских элементов. Курт Аланд отнес текст рукописи к категории III.
В Евангелии от Матфея 8:12 дан вариант ἐξελεύσονται (они выйдут) вместо ἐκβληθήσονται (они будут выброшены). Вариант рукописи 0250 поддерживается только одним греческим шрифтом, Codex Sinaiticus, а также латинским Codex Bobiensis, syr c, s, p, pal, arm и Diatessaron.
В Матфея 8:13 Существует дополнение (см. Луки 7:10): και υποστρε четыРИ ο εκατονταρχος εις τον οικον αυτου εν ατη τη τον οικον αυτου εν αυτη τη onρα ερεν αυτου εν αυτη τη ωρα ευρεν αυτου εν αυτη τη ωρα ευρεν ατη εν αυτη τη ωρα ευρεν πρα εν ατη onρα ερεν πραρρα εν ετη onρα πρεν εραρανρανραρρα εν εντη onρα πρεραν πγ Вариант встречается в א, C (N), Θ, f1 (33, 1241), g 1, syr h. 
В Матфея 27:35 содержится дополнительный текст (из Иоанна 19:24): Διεμερίσαντο τα ιματια μου εαυτοις, και επι τον ιματισμον μου εβαλον κληρον κηρον κληρον κληρον κληρον κληρον Вариант поддерживается Δ, Θ, f 1, f13, 537, 1424.

## История
Рукопись датировалась по-разному. По словам Агнес Смит Льюис, исследователи К. Марголиут и А. Г. Эллис указали IX век. Альфонс Мингана, имея в своем распоряжении только один лист, отнёс её к XI веку. Сама Льюис датировала нижний греческий текст восьмым веком, Альфред Ральфс — текст псалмов восьмым веком (согласно Мойре, однако, существует опасение взаимозависимости). Григорий датировал её восьмым веком. Ян А. Мойр остановил свой выбор на VII веке из-за палеографического сходства с кодексами 0106, 095 и началом Евангелия от Иоанна из Вашингтонского кодекса. Курт Аланд даёт VIII век. INTF датирует седьмым или восьмым веком.
Место, где была написана рукопись, неизвестно. Агнес Смит Льюис предложила Египет, Синай и Палестину . К возможным местам создания, упомянутым Льюисом, Мингана добавил Сирию. Известно только, что она хранилась на Синае. Мойр предположил, что кодекс был написан в Кесарии.
Одна страница кодекса была куплена Агнес Смит Льюис в Каире в 1895 году. В октябре 1905 года неизвестный профессор из Берлина привез в Европу 89 карт. Это мог быть Герман фон Зоден, доктор Сахау или Карл Шмидт, потому что каждый из них часто ездил в Египет. В апреле 1906 году в Суэце было закуплено ещё 48 карт.
Codex Climaci Rescriptus была включена в список рукописей Нового Завета С. Р. Григорием, который считал его лекционарием и дал ей идентификатор siglum ℓ 1561  . В 1956 году Ян А. Мойр расшифровал греческий текст NT (0250).
Также была добавлена в список греческих рукописей Нового Завета Куртом Аландом в 1963 году, который пометил её сиглой 0250. Рукопись используется в критических изданиях Нового Завета Греции, хотя в изданиях Nestle-Aland она никогда не цитируется в тексте.
До 2010 года хранилась в Вестминстерском колледже в Кембридже (Cod. Climaci rescr.), ранее подаренный Агнес С. Льюис и Маргарет Д. Гибсон этому колледжу. 7 июля 2009 года выставлена на продажу на аукционе Sotheby’s, но не был продан. В 2010 году Стив Грин, президент компании Hobby Lobby, купил кодекс непосредственно у Sotheby’s после неудачного завершения аукциона. С 2010 года хранится в Музее Библии в Вашингтоне (MOTB. РС. 000149. 1- .86); один фолиант до сих пор хранится в Коллекции Мингана ; ещё восемь фолиантов хранятся в коллекции New Finds в монастыре Святой Екатерины на Синае.

## Открытие звёздного каталога
Под христианскими текстами учёные обнаружили часть утерянного звёздного каталога астронома Гиппарха, который считается самой ранней известной попыткой составить карту всего неба. Учёные искали каталог Гиппарха на протяжении веков. Джеймс Эванс, историк астрономии, назвал находку «редкой» и «замечательной». Отрывок опубликован в октябре 2022 в журнале Journal for the History of Astronomy. Эванс говорит, что находка доказывает, что Гиппарх, которого часто считают величайшим астрономом Древней Греции, действительно составил карту небес за много веков до других известных попыток. Она также освещает важный момент в зарождении науки, когда астрономы перешли от простого описания узоров, которые они видели на небе, к их измерению и предсказанию.